# Вануолл (команда Формулы-1)
«Ва́нуолл» (англ. Vanwall) — команда и конструктор Формулы-1 из Великобритании. Выступала в чемпионатах мира Формулы-1 в 1950-х годах.
Команда «Вануолл» является первым в истории Формулы-1 обладателем кубка конструкторов, который она завоевала в 1958 году, когда этот кубок впервые был разыгран.
В разные годы за команду выступали такие гонщики, как Стирлинг Мосс (англ. Stirling Moss), Тони Брукс (англ. Tony Brooks) и даже Колин Чепмен (англ. Colin Chapman), который был одним из ведущих инженеров команды.

## История появления
Команда «Вануолл» была основана в первой половине 1950-х годов британским промышленником и меценатом Тони Вандервеллом, который владел находящимся в Актоне (Лондон) предприятием Vandervell Products Ltd, выпускавшим — под маркой Thinwall — тонкостенные вкладыши для подшипников коленчатого вала.
Название команды — Vanwall — появилось путём сложения первой части фамилии её создателя -
Vandervell с последней частью названия марки вкладышей для тонкостенных подшипников, которые выпускались на его фабрике — Thinwall.

## Участие в первых гонках

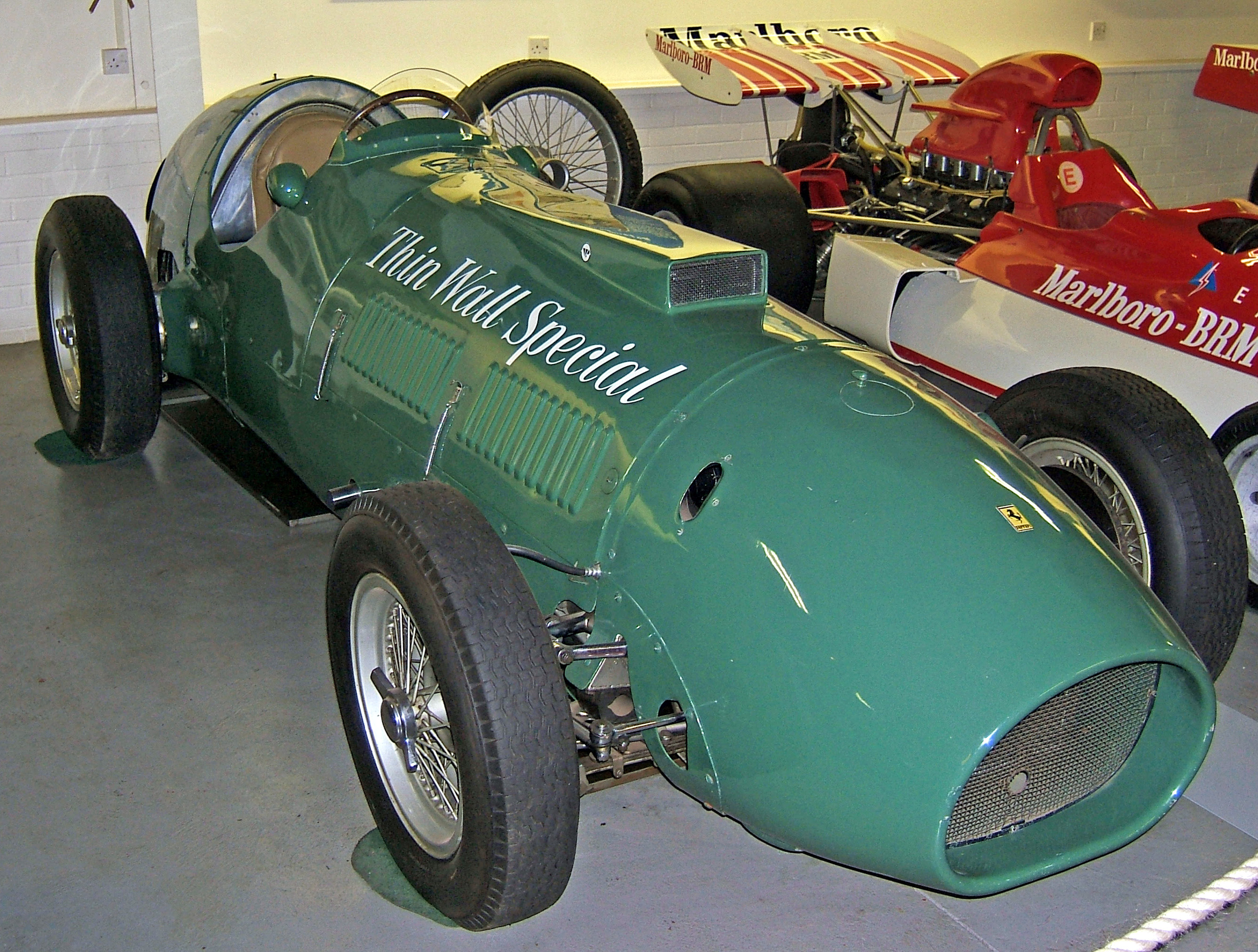
Четвёртый и последний Thinwall Special. Такие болиды использовались в период между 1952 и 1954 годами

Впервые гоночные автомобили из команды Тони Вандервелла (который, к слову, был одним из первых меценатов и покровителей British Racing Motors) вышли на старт в начале 1950-х годов — в рамках гоночной серии Formula Libre. Этими первыми автомобилями команды «Вануолл» были модифицированные «Феррари-125», получившие название Thinwall Special.

## Этапы участия команды в чемпионатах мира Формулы-1

### На пути к первому Кубку конструкторов (1954—1957 годы)

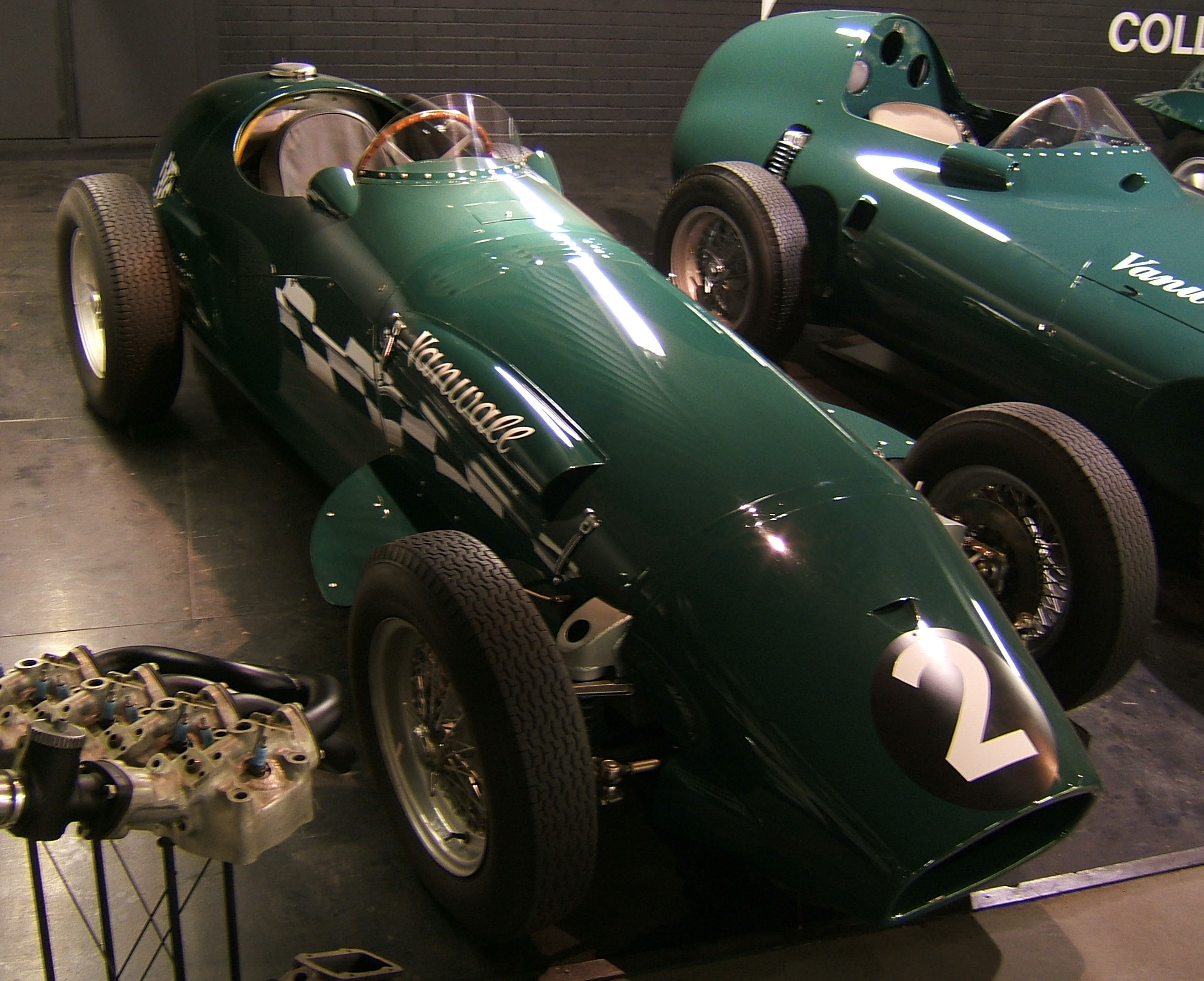
Vanwall Special (VW2)

Первыми гоночными автомобилями собственной разработки стали Vanwall Special — болиды, которые были построены для участия в чемпионате мира Формулы-1 1954 года, который впервые должен был пройти по новым правилам и регуляциям Формулы-1. Болиды Vanwall Special собирались на фабрике, расположенной в Cox Green, Maidenhead. Шасси болида разработал Оуэн Мэддок (англ. Owen Maddock), а его постройкой занялась компания Cooper Car Company.
Двигатель для болида сконструировал Лео Кузмицки (англ. Leo Kuzmicki) — инженер компании Norton Motorcycles, производившей гоночные мотоциклы. Этот двигатель, объёмом 2,0 литра, базировался на моторе гоночного мотоцикла, и состоял по-сути из собранных вместе четырёх одноцилиндровых мотоциклетных двигателя (каждый объёмом 498 куб. см) от гоночного мотоцикла Norton Manx, имеющих общее водяное охлаждение, общую головку блока цилиндров (копия Norton’овской) и четыре мотоциклетных карбюратора фирмы AMAL. Всё это было установлено на B-картер фирмы Rolls-Royce, изготовленный из алюминия.
Болид Vanwall Special изначально разрабатывался и строился, исходя из правил и регуляций Формулы-2, которые тогда использовались в чемпионатах мира Формулы-1, но к моменту его окончательной постройки, в чемпионате мира Формулы-1 окончательно отменили правила Формулы-2. Таким образом, на своём дебютном Гран-при (Великобритания 1954) болиды команды «Вануолл» (с двигателями, объёмом 2,0 литра) были в менее выгодном положении, чем болиды их конкурентов, которые были полностью построены, исходя из новых правил Формулы-1, и имели двигатели, объёмом 2,5 литра. На болидах Vanwall Special были установлены дисковые тормоза Goodyear (построенные самой командой), которые проявили себя в первых гонках очень хорошо. Но вот передняя подвеска, топливная система и система охлаждения доставляли на первых порах много хлопот команде.
Следующим этап в развитии болидов Vanwall Special стал переход на использование системы впрыска топлива, разработанной компанией Bosch. Это стало возможным благодаря тому, что Тони Вандервелл «убедил» в необходимости этого руководство компании Daimler-Benz — основного клиента компании Bosch, и Daimler-Benz разрешила компании Bosch поставлять их системы впрыска команде «Вануолл».
Но при этом, на болидах Vanwall Special продолжают стоять дроссельные корпуса фирмы AMAL, которые доставляют хлопоты команде, из-за чрезмерной их вибрации, передающейся им от работающего двигателя.
Команда постепенно наращивает рабочий объём двигателей своих болидов: сначала до 2237 см³ — этим двигателем укомплектован болид Питера Коллинза (англ. Peter Collins) на Гран-при Монако 1955 года. Позднее команде удаётся создать двигатель объёмом 2489 см³.
Но несмотря на все эти улучшения, команда проводит гоночный сезон без особых шансов на победу. В конце 1955 года было ясно, что «двигатель болида имеет звук, но собран из запчастей от двигателя Ferrari», да и шасси болида нуждается в улучшении. И на общекомандном собрании «Вануолла» было решено — команда, для улучшения своих автомобилей, должна прибегнуть к услугам молодого, талантливого и напористого инженера. Этим инженером стал Колин Чепмен.
Новые болиды «Вануолл», разработанные Колином Чепменом (в сотрудничестве с Френком Костином (англ. Frank Costin) — специалистом по аэродинамике), имели легкую и жесткую пространственную трубчатую раму, вместо поперечных рессор в подвеске колес стояли винтовые пружины (передняя на поперечных рычагах, задняя типа «Де Дион»). Это позволило снизить вес болида и увеличить прижимную способность передних колёс. (И хотя ни одна из этих идей и не была революционной, Чепмен был счастлив просто от того, что ему удалось тщательно и скрупулёзно их реализовать). Помимо этого, Чепмен вынес задние тормоза из колес к картеру главной передачи.
Был модернизирован двигатель: произошла замена карбюраторов на систему впрыска, изменён ряд параметров газораспределения и установлено по две свечи на каждый цилиндр.
Переделки затронули и трансмиссию — появилась пятая передача и синхронизатор Porsche.
В результате всех этих доработок водительское сиденье пришлось установить на высоте не менее чем 330 мм над уровнем дороги, что привело к некоторым проблемам с общей высотой нового болида — верхняя часть шлема пилота была теперь на высоте 1270 мм над уровнем поверхности дороги. К тому же — установленный вертикально двигатель всё равно бы сделал снижение высоты водительского кресла нецелесообразным. Всё это привело к неустойчивому положению болида на трассе, несмотря на все усилия Чепмена по исправлению этой ситуации. Решение этой проблемы, которое сегодня является очевидным — полностью монтировать все узлы и агрегаты болида позади пилота, будет найдено и одобрено командой лишь спустя два года. Большую лепту в это внесёт инженер по аэродинамике Френк Костин, которому в итоге удастся построить такой кузов, благодаря которому болиды «Вануолл» «намного быстрее на прямой, чем любой из их соперников».
Новый болид оправдал ожидания, когда на нём в 1956 году, несмотря на сильных соперников, была одержана победа в гонке на автодроме Сильверстоун, которая проводилась в рамках BRDC International Trophy (это гонки на автомобилях Формулы-1, проходящие вне рамок чемпионата мира). В другой гонке — Гран-при Сиракуз — Стирлинг Мосс на болиде «Вануолл» установил быстрый круг и в конечном итоге привёл свой болид к победе. Эта гонка стала единственной для Мосса, в которой он выступил за команду «Вануолл», так как он в то время всё ещё имел действующий контракт пилота другой команды Формулы-1 — «Мазерати».
Постоянными действующими пилотами команды «Вануолл» тогда были талантливые гонщики Гарри Шелл (англ. Harry Schell) и Морис Трентиньян (фр. Maurice Trintignant). Правда, несмотря на то, что новый болид показывал очевидный потенциал, никому из этих пилотов так и не удалось добиться серьёзного успеха в гонках 1956 года.

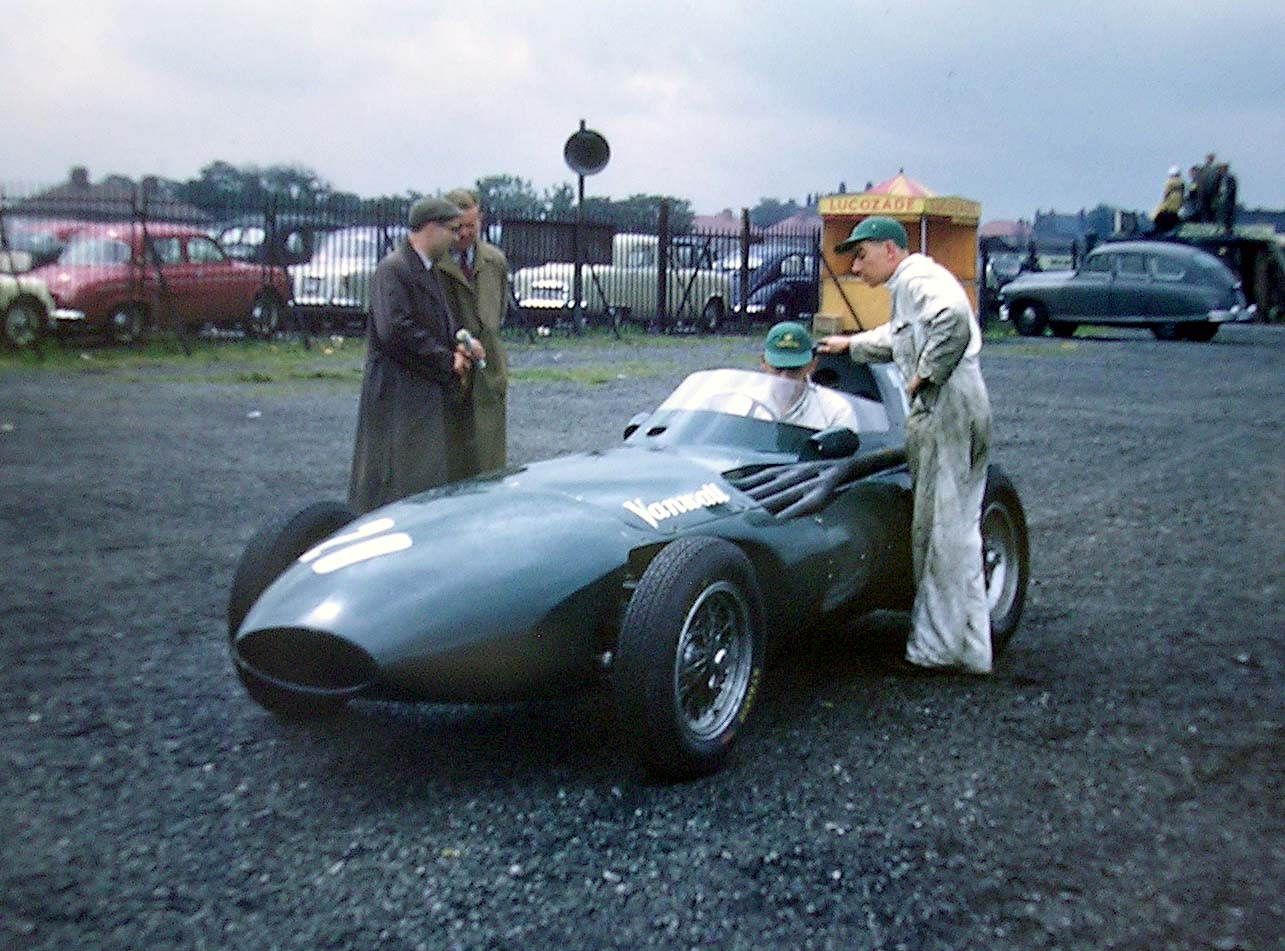
Vanwall Special (VW5) перед победным Гран-при Великобритании 1957 года

Наблюдая за тем, как болиды «Вануолл» становились всё более конкурентоспособными в гонках, Стирлинг Мосс принимает решение выступать за команду «Вануолл» в сезоне Формулы-1 1957 года. Вместе с ним в команду в качестве «боевых пилотов» зачисляются два британских гонщика — Тони Брукс (англ. Tony Brooks) и Стюарт Льюис-Эванс (англ. Stuart Lewis-Evans).
По мере развития «формульного» сезона 1957 года болиды «Вануолл» становятся всё быстрее и надёжнее. Моссу и Бруксу удаётся парно победить на Гран-при Великобритании (на трассе Aintree Motor Racing Circuit) — эта победа стала первой победой команды в рамках чемпионатов мира Формулы-1. Кроме того, Моссу удалось победить и на обоих итальянских этапах сезона 1957 года: на Гран-при Италии, когда только мастерский пилотаж Хуана Мануэля Фанхио позволил «Мазерати» более-менее на равных соревноваться с «Вануоллом», и которого Мосс в итоге опередил на финише на 41 секунду, несмотря на заезд на пит-стоп перед этим. Другой «итальянской» победой Мосса в сезоне 1957 года стала победа на Гран-при Пескары.
В конце 1957 года алкогольсодержащие виды топлива были запрещены к применению в рамках чемпионатов мира Формулы-1. Их заменили на 130-октановый авиационный керосин. Это создало проблемы для «Вануолла», так как их двигатели использовали метанол для охлаждения. В результате этого, мощность двигателей «Вануоллов» на испытательном стенде упала с 290 л. с. (или 220 кВт) (или 308 л. с. при использовании нитрометана) при 7500 оборотов в минуту до 278 л. с. (или 207 кВт). А во время гонки, когда обороты были обычно снижены до 7200-7400 оборотов в минуту, мощность двигателей достигала всего 255—262 л. с.
Это топливное нововведение поставило болиды «Вануолл» в заведомо более проигрышную позицию, нежели новые болиды «Феррари» — Dino V6, чья заявленная мощность составляла 286 л. с. при 8300 оборотах в минуту. Но, благодаря грамотному инжинирингу и доработкам болида (а именно: изменение конфигурации подвески, использование новых стальных дисков колёс, вкупе с новыми гоночными шинами Dunlop R5, основу которых составлял нейлоновый корд), а кроме того — 5-ступенчатая коробка передач, дисковые тормоза, и более рациональная конструкция всего болида — всё это, в конечном итоге, позволило компенсировать недостаток мощности двигателей «Вануолл» на трассе.

### Завоевание первого в истории Формулы-1 Кубка конструкторов (1958 год)

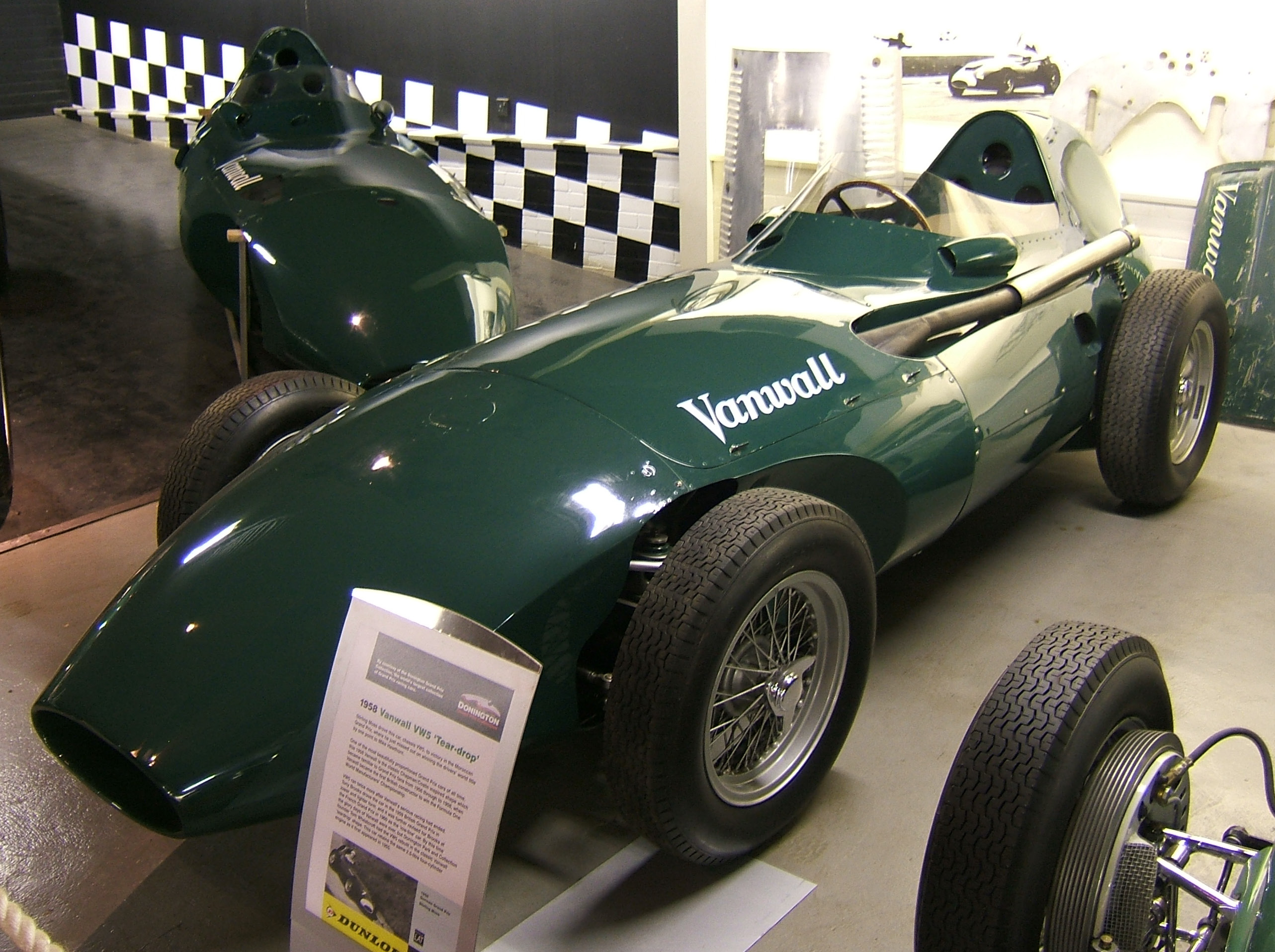
Болид Vanwall Special (VW5). На таких болидах завоевывался первый Кубок конструкторов

В следующем сезоне (1958 год) все три пилота (Мосс, Брукс и Льюис-Эванс) остались с командой «Вануолл». Мосс и Брукс одержали по три победы на различных Гран-при сезона — Мосс победил в Нидерландах, Португалии и Марокко, а Брукс одержал победу в Бельгии, Германии и Италии. В итоге — «Вануолл» стала первой командой Формулы-1, завоевавшей Кубок конструкторов, который был разыгран впервые в истории Формулы-1. Однако в личном зачёте пилотов Мосс всё же уступил итоговое первое место чемпионата Майку Хоторну (англ. Mike Hawthorn) из «Феррари», отстав от него всего на одно очко и став в итоге вторым. Ещё один пилот «Вануолла» — Тони Брукс — закончил чемпионат на третьем итоговом месте. Триумф команды «Вануолл» в конце сезона был, к сожалению, омрачён трагическим инцидентом: во время заключительной гонки сезона (на Гран-при Марокко) в результате несчастного случая был смертельно ранен третий пилот команды Стюарт Льюис-Эванс.
Сезон 1958 года стал последним, когда команда «Вануолл» принимала участие в каждом Гран-при. Здоровье бессменного лидера команды Тони Вандервелла стало ухудшаться, и врачи порекомендовали ему отойти от всех дел, дабы отдохнуть и набраться сил.

### Завершение «формульной» истории команды «Вануолл» (1959—1960 годы)
Команда вошла в гоночный сезон 1959 года без особого энтузиазма — выставив всего один свой болид для участия всего в одном Гран-при сезона — в Великобритании. На этом новом — более низком и облегчённом — болиде в гонке принял участие Тони Брукс, но так и не смог закончить гонку. В ходе этой гонке стало очевидно, что болиды «Вануолл» заметно уступают на трассе новым болидам команды «Купер», оснащенными двигателями с центральным расположением.
В следующий раз болид «Вануолл» появился на «формульной» трассе лишь в 1960 году — на Гран-при Франции. Эта попытка вновь оказалась неудачной — несмотря на некоторые доработки болида, Тони Брукс вновь не сумел закончить гонку, выбыв из гонки. Это станет последним выступлением команды в рамках чемпионатов мира Формулы-1.
Последним гоночным автомобилем «Вануолл» стал «громоздкий» заднемоторный болид, построенный в 1961 годы для участия в «Интерконтинентальной формуле» (англ. Intercontinental Formula), в рамках которой соревнуются болиды, с рабочим объёмом двигателя до 3,0 л. Несмотря на многообещающее участие в двух гонках Джона Сёртиса (англ. John Surtees), дальнейшее развитие болидов «Вануолл» было остановлено ввиду того, что эта формульная серия так и не стала популярной в Европе.

## Настоящее время

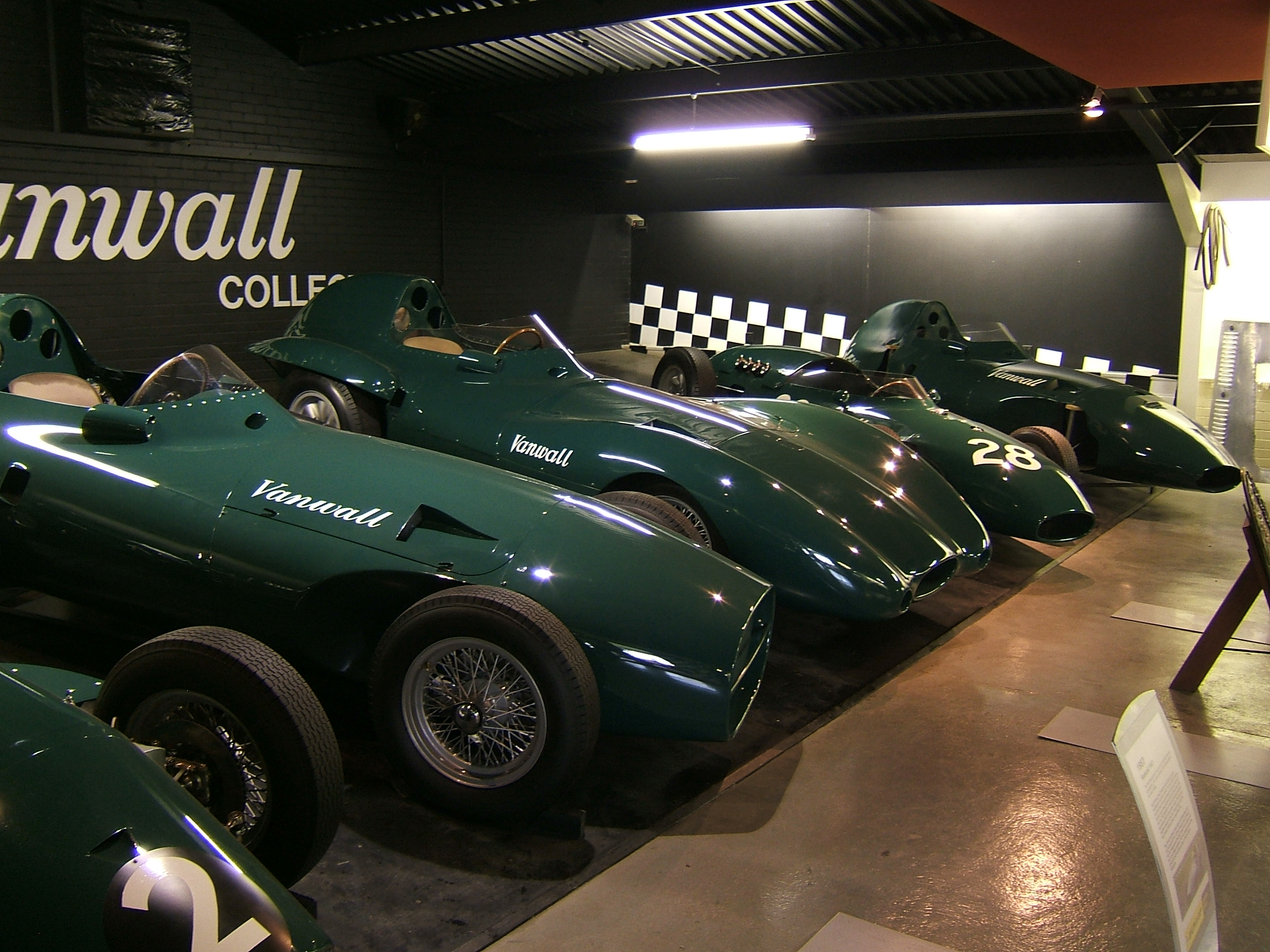
Различные болиды «Вануолл», представленные в коллекции Donington

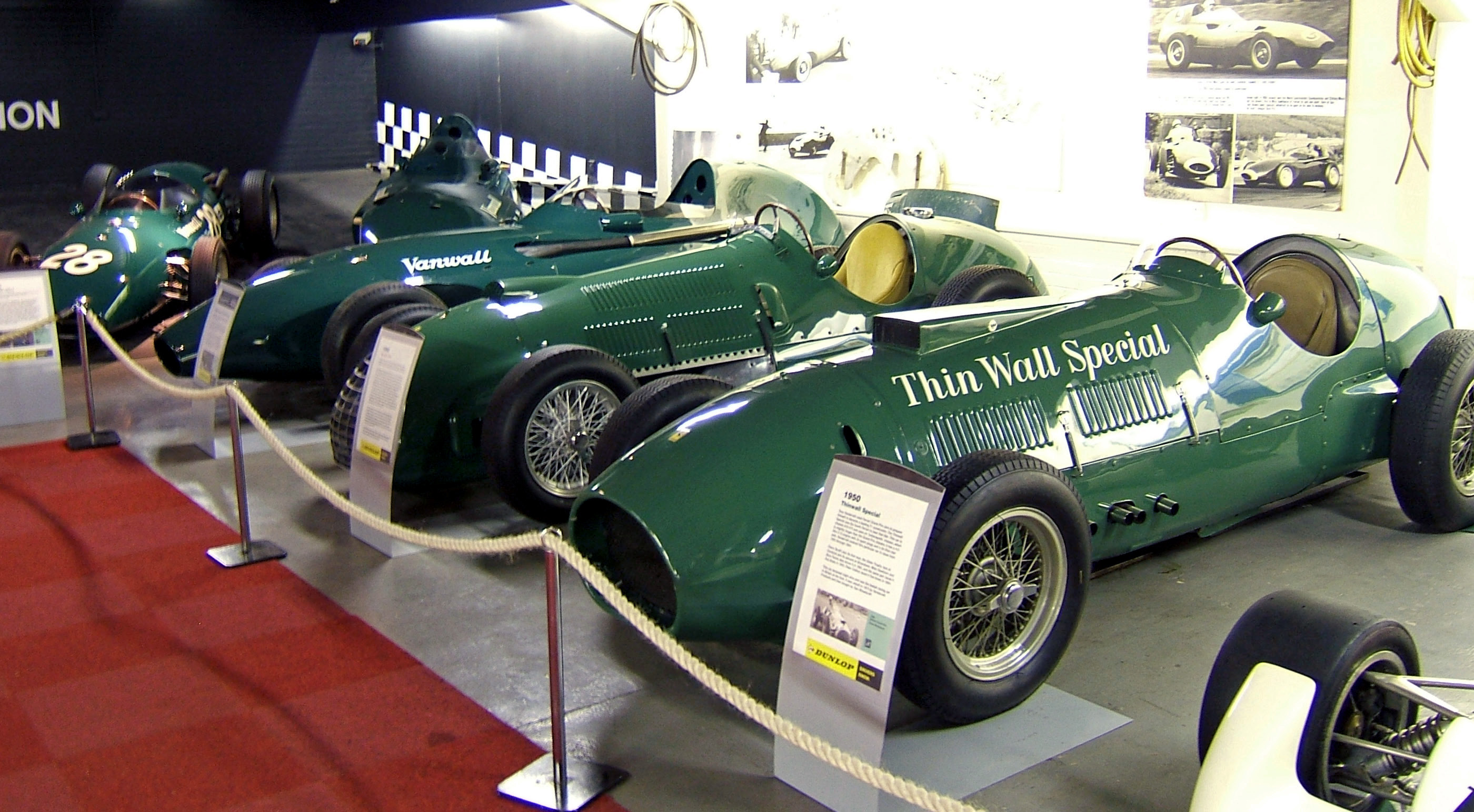
Различные болиды «Вануолл», представленные в коллекции Donington

В Коллекции Donington есть экземпляр каждой модели, включая заднемоторный болид.

В 2003 году была основана компания Vanwall Cars. Она производит Vanwall GPR V12 — одноместный дорожно-спортивный автомобиль для езды по обычным дорогам, имеющий сильное сходство с ранними гоночными автомобилями Vanwall. А кроме того, компания выпускает Sports Racer — двухместный автомобиль подобного стиля.

## Результаты выступлений «Вануолл» в Формуле-1
| Легенда к таблице |                                                                    |
| --- | ------------------------------------------------------------------ |
| В таблице перечислены результаты всех Гран-при Формулы-1, в которых принимала участие команда. Строками таблицы являются сезоны, столбцами — этапы чемпионата мира. В каждой клетке указаны сокращённое название этапа и результаты гонщиков команды, дополнительно обозначенные цветом. Расшифровка обозначений и цветов представлена в нижеследующей таблице. |                                                                    |
| \| Пример \| Описание \| \| ------------ \| ------------------------------------------------------------------ \| \| 1 \| Победитель \| \| 2 \| Второе место \| \| 3 \| Третье место \| \| 5 \| Финишировал, заработав очки \| \| Сход \| Не финишировал, но при этом заработал очки \| \| 12 \| Финишировал, не получив очков \| \| НКЛ \| Финишировал, но не попал в финальную классификацию \| \| 15 \| Участвовал вне зачёта, либо по отдельной классификации \| \| 18 \| Не финишировал, но попал в финальную классификацию \| \| Сход \| Не финишировал \| \| НКВ \| Не прошёл квалификацию \| \| НПКВ \| Не прошёл предквалификацию \| \| ДСК \| Дисквалифицирован \| \| ИСК \| Исключён из протокола соревнований \| \| ТТ \| Заявлен для участия только в тренировках \| \| НС \| Участвовал в квалификации, но не стартовал в гонке \| \| Т \| Травмирован или болен \| \| ОТК \| Отказ от участия \| \| НТР \| Прибыл на соревнования, но на трассу не выезжал \| \| НПР \| Был заявлен в числе участников, но не прибыл к началу соревнований \| \| О \| Соревнования отменены \| \| \| Не участвовал \| \| Поул-позиция \| \| \| Быстрый круг \| \| |                                                                    |
| Пример | Описание                                                           |
| 1 | Победитель                                                         |
| 2 | Второе место                                                       |
| 3 | Третье место                                                       |
| 5 | Финишировал, заработав очки                                        |
| Сход | Не финишировал, но при этом заработал очки                         |
| 12 | Финишировал, не получив очков                                      |
| НКЛ | Финишировал, но не попал в финальную классификацию                 |
| 15 | Участвовал вне зачёта, либо по отдельной классификации             |
| 18 | Не финишировал, но попал в финальную классификацию                 |
| Сход | Не финишировал                                                     |
| НКВ | Не прошёл квалификацию                                             |
| НПКВ | Не прошёл предквалификацию                                         |
| ДСК | Дисквалифицирован                                                  |
| ИСК | Исключён из протокола соревнований                                 |
| ТТ | Заявлен для участия только в тренировках                           |
| НС | Участвовал в квалификации, но не стартовал в гонке                 |
| Т | Травмирован или болен                                              |
| ОТК | Отказ от участия                                                   |
| НТР | Прибыл на соревнования, но на трассу не выезжал                    |
| НПР | Был заявлен в числе участников, но не прибыл к началу соревнований |
| О | Соревнования отменены                                              |
| | Не участвовал                                                      |
| Поул-позиция |                                                                    |
| Быстрый круг |                                                                    |

| Сезон | Шасси           | Двигатель  | Ш | Гонщики               | 1   | 2    | 3    | 4    | 5     | 6    | 7    | 8    | 9    | 10   | 11   | Место | Очки   |
| ----- | --------------- | ---------- | - | --------------------- | --- | ---- | ---- | ---- | ----- | ---- | ---- | ---- | ---- | ---- | ---- | ----- | ------ |
| 1954  | Vanwall Special | Vanwall L4 | P |                       | АРГ | 500  | БЕЛ  | ФРА  | ВЕЛ   | ГЕР  | ШВА  | ИТА  | ИСП  |      |      | —     | — [a]  |
| 1954  | Vanwall Special | Vanwall L4 | P | Питер Коллинз         |     |      |      | НС   | Сход  |      |      | 7    | НС   |      |      | —     | — [a]  |
| 1955  | Vanwall VW 55   | Vanwall L4 | P |                       | АРГ | МОН  | 500  | БЕЛ  | НИД   | ВЕЛ  | ИТА  |      |      |      |      | —     | — [a]  |
| 1955  | Vanwall VW 55   | Vanwall L4 | P | Майк Хоторн           |     | Сход |      | Сход |       |      |      |      |      |      |      | —     | — [a]  |
| 1955  | Vanwall VW 55   | Vanwall L4 | P | Кен Уортон            |     | НС   | НС   |      |       | 9[b] | Сход |      |      |      |      | —     | — [a]  |
| 1955  | Vanwall VW 55   | Vanwall L4 | P | Гарри Шелл            |     |      |      |      |       | 9[b] | Сход |      |      |      |      | —     | — [a]  |
| 1956  | Vanwall VW 2    | Vanwall L4 | P |                       | АРГ | МОН  | 500  | БЕЛ  | ФРА   | ВЕЛ  | ГЕР  | ИТА  |      |      |      | —     | — [a]  |
| 1956  | Vanwall VW 2    | Vanwall L4 | P | Морис Трентиньян      |     | Сход |      | Сход |       | Сход |      | Сход |      |      |      | —     | — [a]  |
| 1956  | Vanwall VW 2    | Vanwall L4 | P | Гарри Шелл            |     | Сход |      | 4    | 10[b] | Сход |      | Сход |      |      |      | —     | — [a]  |
| 1956  | Vanwall VW 2    | Vanwall L4 | P | Майк Хоторн           |     |      |      |      | 10[b] |      |      |      |      |      |      | —     | — [a]  |
| 1956  | Vanwall VW 2    | Vanwall L4 | P | Колин Чепмен          |     |      |      |      | НС    |      |      |      |      |      |      | —     | — [a]  |
| 1956  | Vanwall VW 2    | Vanwall L4 | P | Хосе Фройлан Гонсалес |     |      |      |      |       | Сход |      |      |      |      |      | —     | — [a]  |
| 1956  | Vanwall VW 2    | Vanwall L4 | P | Пьеро Таруффи         |     |      |      |      |       |      |      | Сход |      |      |      | —     | — [a]  |
| 1957  | Vanwall VW 5    | Vanwall L4 | P |                       | АРГ | МОН  | 500  | ФРА  | ВЕЛ   | ГЕР  | ПЕС  | ИТА  |      |      |      | —     | — [a]  |
| 1957  | Vanwall VW 5    | Vanwall L4 | P | Стирлинг Мосс         |     | Сход |      |      | 1[b]  | 5    | 1    | 1    |      |      |      | —     | — [a]  |
| 1957  | Vanwall VW 5    | Vanwall L4 | P | Тони Брукс            |     | 2    |      |      | 1[b]  | 9    | Сход | 7    |      |      |      | —     | — [a]  |
| 1957  | Vanwall VW 5    | Vanwall L4 | P | Стюарт Льюис-Эванс    |     |      |      | Сход | 7     | Сход | 5    | Сход |      |      |      | —     | — [a]  |
| 1957  | Vanwall VW 5    | Vanwall L4 | P | Рой Сальвадори        |     |      |      | Сход |       |      |      |      |      |      |      | —     | — [a]  |
| 1958  | Vanwall VW 5    | Vanwall L4 | D |                       | АРГ | МОН  | НИД  | 500  | БЕЛ   | ФРА  | ВЕЛ  | ГЕР  | ПОР  | ИТА  | МАР  | 1     | 48(57) |
| 1958  | Vanwall VW 5    | Vanwall L4 | D | Стирлинг Мосс         |     | Сход | 1    |      | Сход  | 2    | Сход | Сход | 1    | Сход | 1    | 1     | 48(57) |
| 1958  | Vanwall VW 5    | Vanwall L4 | D | Тони Брукс            |     | Сход | Сход |      | 1     | Сход | 7    | 1    | Сход | 1    | Сход | 1     | 48(57) |
| 1958  | Vanwall VW 5    | Vanwall L4 | D | Стюарт Льюис-Эванс    |     | Сход | Сход |      | 3     | Сход | 4    | НС   | 3    | Сход | Сход | 1     | 48(57) |
| 1959  | Vanwall VW 59   | Vanwall L4 | D |                       | МОН | 500  | НИД  | ФРА  | ВЕЛ   | ГЕР  | ПОР  | ИТА  | США  |      |      | —     | 0      |
| 1959  | Vanwall VW 59   | Vanwall L4 | D | Тони Брукс            |     |      |      |      | Сход  |      |      |      |      |      |      | —     | 0      |
| 1960  | Vanwall VW 11   | Vanwall L4 | D |                       | АРГ | МОН  | 500  | НИД  | БЕЛ   | ФРА  | ВЕЛ  | ПОР  | ИТА  | США  |      | —     | 0      |
| 1960  | Vanwall VW 11   | Vanwall L4 | D | Тони Брукс            |     |      |      |      |       | Сход |      |      |      |      |      | —     | 0      |

[a] ↑  Кубок конструкторов не разыгрывался до 1958 года.
[b] ↑  Показан совместный результат (по ходу гонки пилоты сменяли друг друга за рулём одного болида).